# Pfarrkirche Leoben-St. Xaver

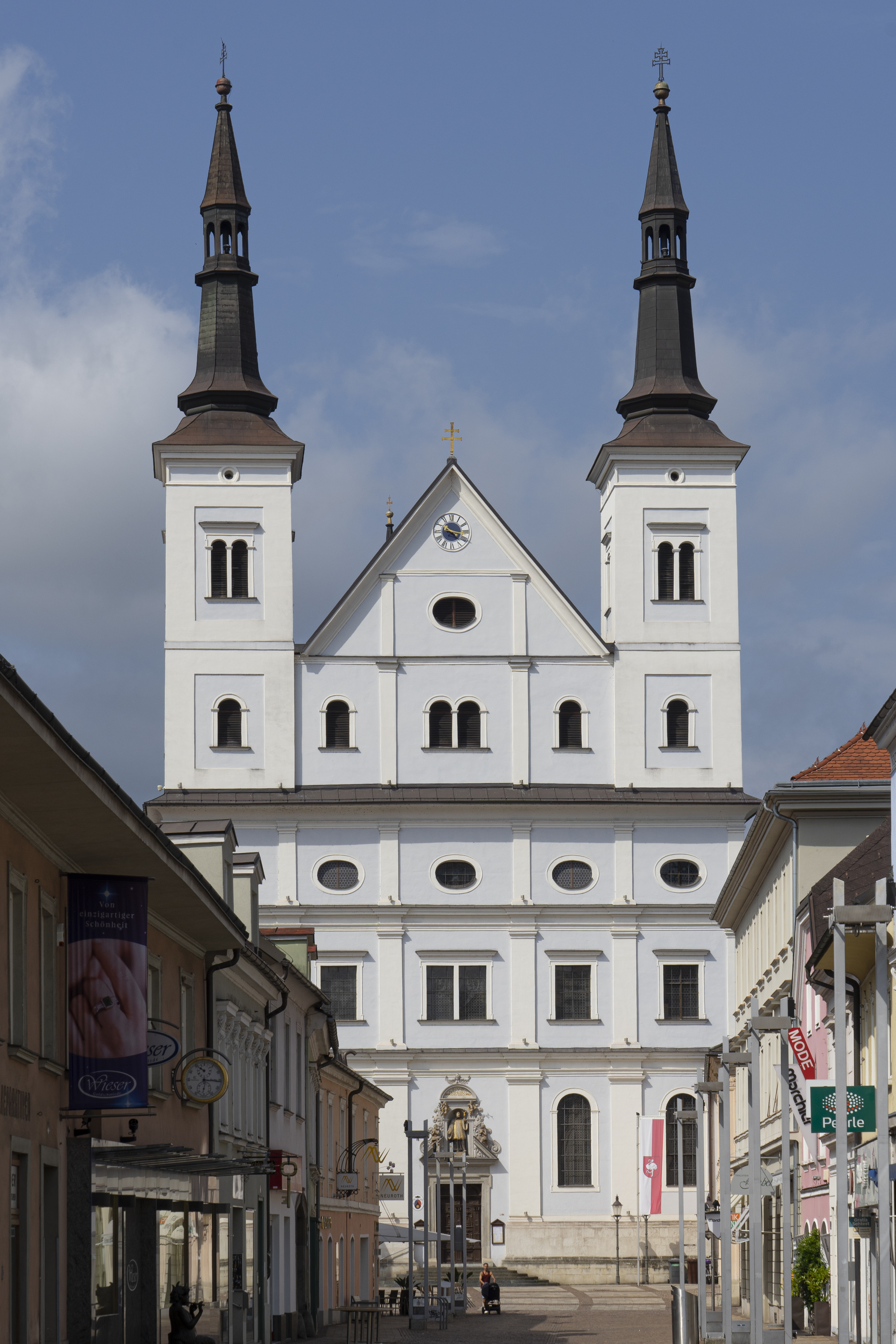
Kirchenportal nach der Außenrenovierung im August 2010

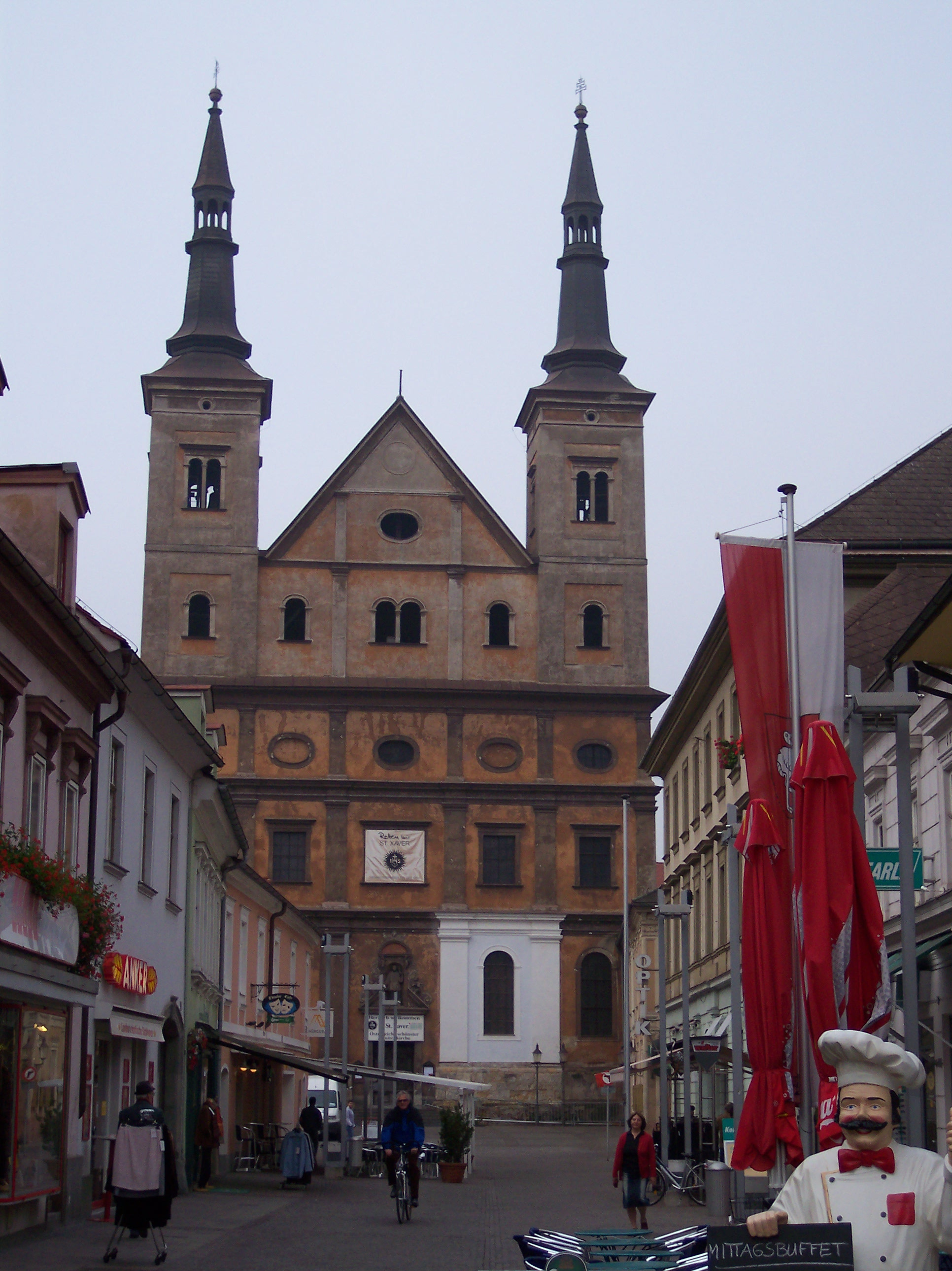
Kirchenportal aus einem ähnlichen Blickwinkel im Oktober 2005

Die Kirche St. Xaver in Leoben ist eine ehemalige Jesuitenkirche und heute die römisch-katholische Stadtpfarrkirche von Leoben.

## Jesuitenkirche bis 1773 – Stadtpfarrkirche bis heute

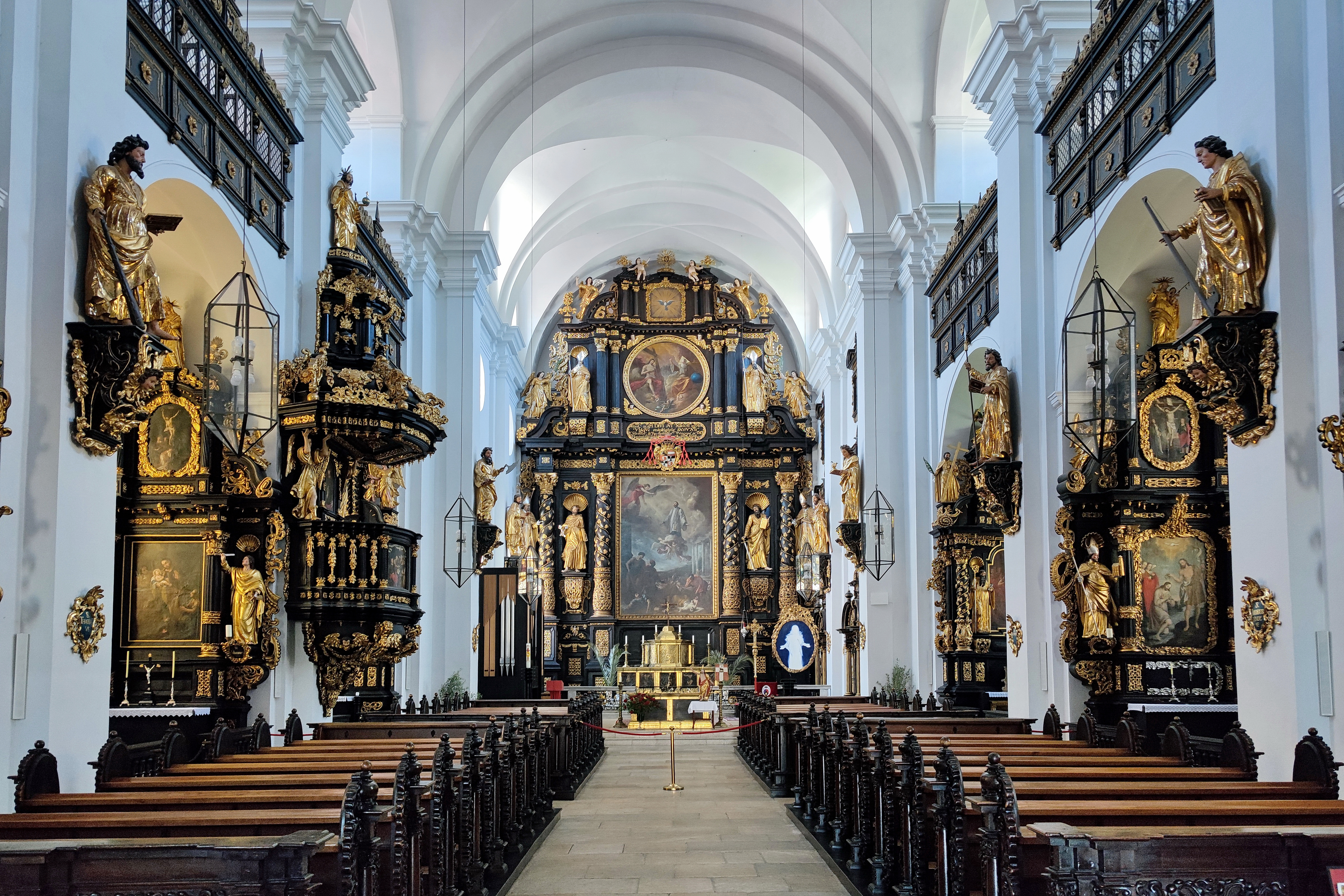
Stadtpfarrkirche Leoben: Innenraum

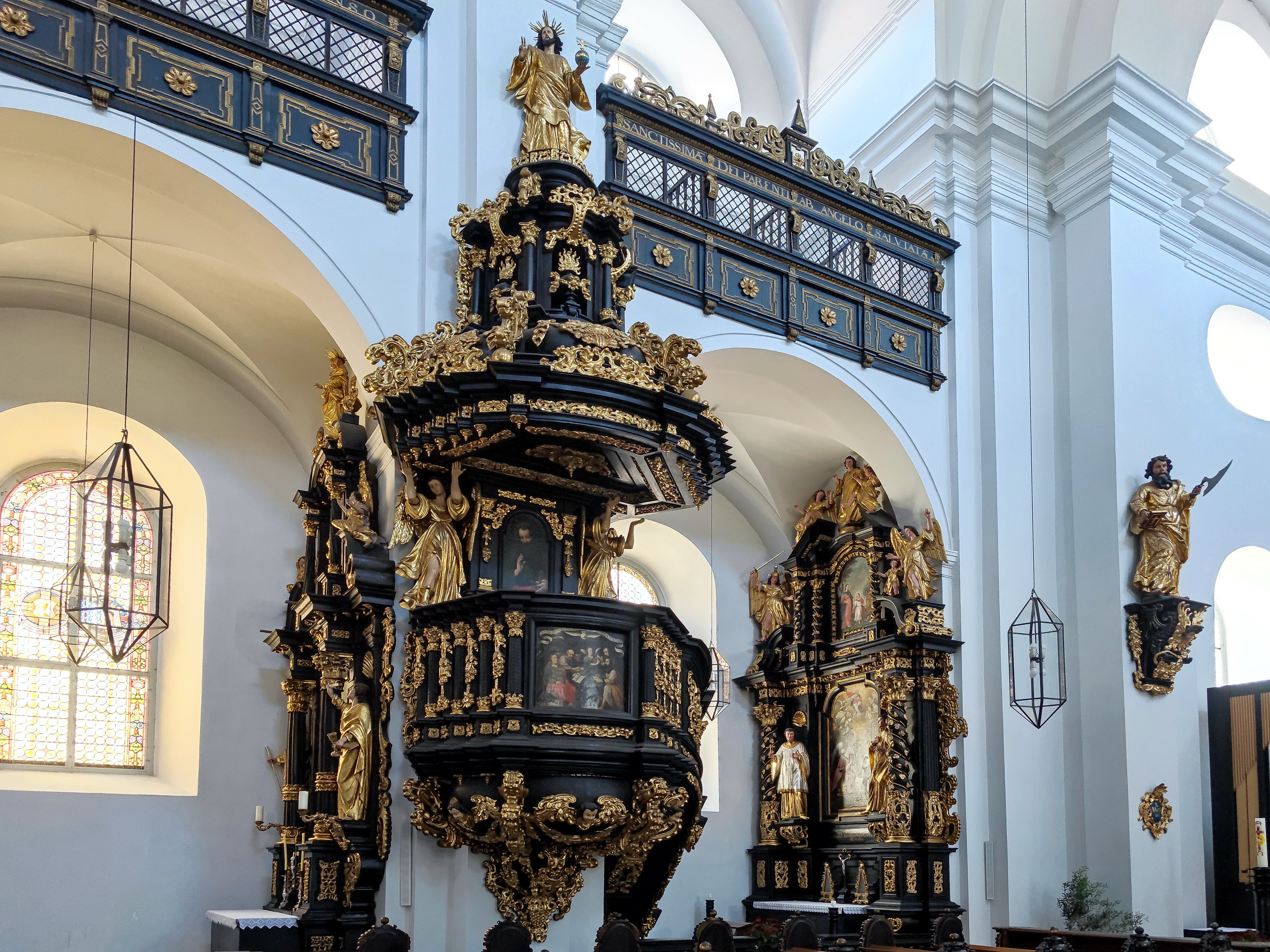
Stadtpfarrkirche Leoben: Kanzel

Die heutige Stadtpfarrkirche zum hl. Franz Xaver (auch Francisco de Xavier y Jassu genannt) überragt mit ihrem mächtigen Baukörper seit mehr als drei Jahrhunderten die Leobener Altstadt. Ihr prachtvoller Innenraum ist seit dem 17. Jahrhundert fast unverändert erhalten geblieben. Die Kirche wurde von 1660 bis 1665 erbaut, nach der Aufhebung des Jesuitenordens 1773 nicht mehr benutzt und 1811 zur offiziellen Stadtpfarrkirche erklärt.
Der Bau der neuen Kirche begann 47 Jahre nach der Gründung des Leobener Jesuitenkollegs. Umfangreiche Mittel dazu wurden von dem Vordernberger Radmeister Christoph Jantschitsch (gestorben 1640) gestiftet. Dieser Bau schloss die Ansiedlungstätigkeit des Ordens in architektonischer Hinsicht ab. Er setzte einen krönenden Abschluss der Repräsentation über die geistig-religiösen, aber auch wirtschaftlichen Grundlagen, die in Leoben zu einer enormen Belebung der lokalen Kultur geführt hatten.
Dass der Bau in seinem ursprünglichen, frühbarocken Erscheinungsbild mit der zeitgleichen Einrichtung erhalten ist, mag daran liegen, dass seine prunkvolle Auslegung und Größe eine Modernisierung sowohl im Spätbarock, als auch im puristischen 19. Jahrhundert aus finanziellen Gründen verhinderte.

## Gründung, Ausstattung und Tätigkeit des Leobener Jesuitenkollegs
Die Gründung der Leobener Jesuitenniederlassung geht auf den prominentesten steirischen Habsburger und nachmaligen römisch-deutschen Kaiser Ferdinand II., den Sohn Karls II. von Innerösterreich zurück. Noch vor der Verlegung des Hofes nach Wien im Jahre 1619 schenkte der Herzog seine Leobener Stadtburg, den alten landesfürstlichen Besitz an der Nordwestecke der mittelalterlichen Stadtanlage, dem Orden. Dabei wurde außer der eigentlichen Burg, deren Reste heute das Museum der Stadt Leoben beherbergen, auch die alte Johanniskirche mit ihren Benefizien und Grundbesitz auf dem heutigen Josefee  übergeben.
Am 10. Dezember 1613 kamen zwei Ordenspriester mit zwei Gehilfen aus dem Grazer Jesuitenkolleg nach Leoben und bezogen hier Quartier. Ein Jahr zuvor war der Orden hier erstmals mit Predigern aufgetreten. Geldspenden von Seiten des Admonter Abtes Johann von Hoffmann (10.000 Gulden) und des Obersthofmeisters Erzherzog Ferdinands, Baltasar von Schrottenbach (3000 Gulden) ermöglichten die Adaptierung und Einrichtung des neuen Kollegs, dessen Insassenanzahl rasch wuchs.
Erbauer der Johanniskirche war das Ministerialengeschlecht der Timmersdorfer, die als landesfürstliche Ritter auch die nordwestliche Stadtburg des Herzogs, das spätere Kolleg, bewohnt hatten. Gegen den erbitterten Widerstand der Bürgerschaft erfolgte die Übergabe des kleinen, gotischen, heute nicht mehr existierenden Sakralbaues, der einst an der Stelle der heutigen Stadtpfarrkirche und des Pfarrhofes auf dem Kirchplatz gestanden war.
Zur Zeit der Reformation im 16. Jahrhundert war die Johanniskirche auch zeitweise Sitz eines evangelischen Prädikanten gewesen. Ihre Übernahme durch die Jesuiten bedeutete deshalb auch einen späten Triumph über die Lehre Luthers, der hier bis zur gewaltsamen Rekatholisierung im Jahre 1599/1600 nahezu die gesamte Bürgerschaft angehangen war. Mit der Übergabe war aber auch der Grund für lange und erbittert geführte Kämpfe zwischen Orden und Stadt Leoben gelegt, die mehr als ein Jahrhundert andauern sollten.
Bereits kurze Zeit nach der Gründung beginnt das Leobener Jesuitenkolleg eine Rolle in der im Orden üblichen Rotationspolitik zu spielen. Die Jesuiten kannten im Gegensatz zu den alten Orden keine Ortsfestigkeit oder lebenslange Bindung an ein Kloster (Stabilitas loci) für ihre Mitglieder.
Jeder Jesuit war jederzeit bereit, seinen Fähigkeiten entsprechend und wie es die Ordensarbeit verlangte, überallhin gerufen zu werden, wohin es seine Oberen wünschten. Selbst die Rektoren der Kollegien waren davon nicht ausgenommen. In den Niederlassungen war also ein stetes Kommen und Gehen, was zur Verbreitung von Ideen und Kenntnissen, zur geistigen Mobilität wesentlich beitrug. 1615 werden von Brünn 29 Novizen und Patres nach Leoben versetzt und die Stellung des hiesigen Kollegs in der Ausbildung des Ordensnachwuchses verstärkt. Bis 1634 befand sich hier das Noviziat für ganz Österreich. Dann wurde es nach Wien verlegt und dem Standort eine neue Aufgabe zugewiesen, die für die jungen Anwärter ebenfalls wichtig war.
Von großer Bedeutung für die geistig-wissenschaftliche Entwicklung der Stadt und des Umlandes waren die Bestrebungen des Ordens zur Gründung höherer Schulen.
Bisher hatte in Leoben der Schulunterricht nur auf der Grundlage der von der Stadt besoldeten Schulmeister stattgefunden. 1619 urgierten die Leobener Jesuiten beim Kaiser die Einrichtung einer Lateinschule und setzten diese gegen den Willen der Bürgerschaft, die wirtschaftliche Bedenken vorgab, durch.

## St. Xaver als Stadtpfarrkirche
Als nach der Mitte des 13. Jahrhunderts die Marktsiedlung Leoben durch Herzog Ottokar II. von Böhmen von der Gegend unter dem Massenberg nach Norden in die Murschleife verlegt und systematisch neu aufgebaut wurde, blieb die 1188 erstmals genannte, bisherige Pfarrkirche St. Jakob außerhalb der Stadt.
Erst die Aufhebung des Jesuitenordens 1773 konnte hier Abhilfe in Aussicht stellen. Trotzdem dauerte es noch Jahrzehnte, ehe der Wunsch des Volkes nach einem bequemer gelegenen und räumlich größeren Pfarrsitz in der Stadt verwirklicht wurde. Dabei war nicht nur die Verlegung des Gottesdienstes zu bewerkstelligen, sondern auch für die Unterbringung der Geistlichkeit und des Dienstpersonals in der Nähe der Kirche Sorge zu tragen. Kollegien- und Seminargebäude der Jesuiten waren dafür nicht verfügbar, weil man sie nach 1773 in Kasernen verwandelt hatte.
Kaiser Franz I. von Österreich war persönlich mit den Missständen konfrontiert, als er am 21. September 1810 in Leoben nächtigte. Mit seiner Erlaubnis wurde der Pfarrgottesdienst am 18. November 1810 in die ehemalige, schon lange nicht mehr genutzte Jesuitenkirche übertragen.
Als 1811 das Leobener Dominikanerkloster aufgelöst wurde, standen seine Gebäude für Pfarrzwecke und anderes zur Verfügung. Die Kirche St. Florian am nordöstlichen Wehreck der mittelalterlichen Stadtanlage wurde profaniert und zu einem Salzmagazin umgestaltet. In die nunmehr leerstehenden Klostertrakte (heute Altes Kreisgericht und Gefangenenhaus) konnten Schule und Geistlichkeit einziehen. Der Pfarrhof verblieb hier bis 1853. Dann wurde auf dem Kirchplatz der noch heute bestehende, stattliche Pfarrhof nordöstlich an das Gotteshaus angebaut und der alte Jakobipfarrhof abgerissen. 

## Kirchenmusik in St. Xaver
Im November 2004 übernahm der gebürtige Trofaiacher Martin Österreicher die Stelle des Stadtpfarrorganisten in St. Xaver, was einige Neuerungen zur Folge hatte. Die große Orgel von Konrad Hopferwieser wurde im Jahr 1899 als pneumatisches Werk in Multiplex Bauweise auf 2 Manualen errichtet. Bereits wenige Jahre nach dem Bau war das Instrument, bedingt durch die äußerst komplizierte Pneumatik, in einem sehr schlechten Zustand. Zahllose Renovierungen, Umbauten und Erweiterungen, durch zum Teil unkundige Personen verschlechterte den Zustand immer mehr.
Im Jahr 2000 war es so weit, dass gerade noch Liturgisches Orgelspiel möglich war, von künstlerischer Gestaltung war man aber weit entfernt. So entstand die Diskussion eines Neubaus im alten, denkmalgeschützten Gehäuse. Um auch für Konzerttätigkeiten in der Zukunft gerüstet zu sein, entschied man sich zum Bau von zwei neuen Orgeln. Einerseits eine kompakte Chororgel im Altarbereich für kleiner Messen und Konzerte, andererseits eine große symphonische Orgel auf der Empore.

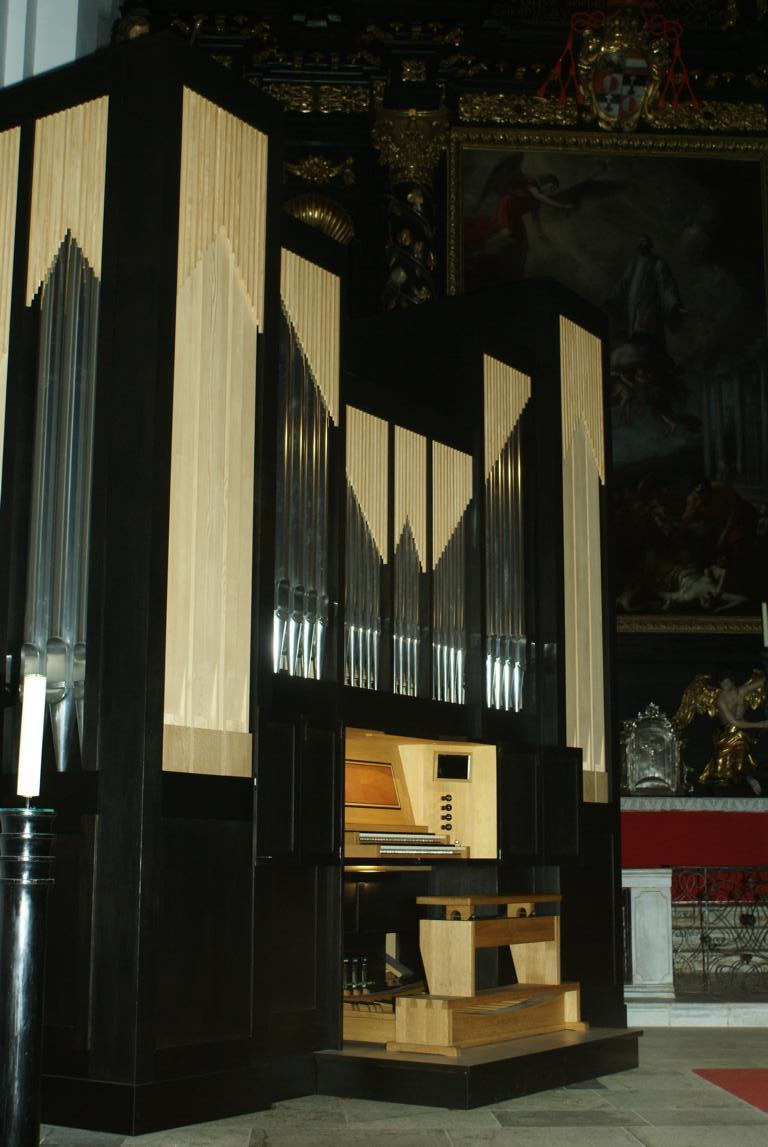
Chororgel

Mit diesem Projekt wurde die Vorarlberger Pflüger Orgelbau beauftragt.
Im Jahr 2006 konnte die Chororgel mit 14 klingenden Registern auf zwei Manualen und 1063 Pfeifen eingeweiht werden:
| I Hauptwerk C–g3         |       |
| Principal                | 8′    |
| Rohrflöte                | 8′    |
| Oktav                    | 4′    |
| Quinte (aus Sesquialter) | 2 ⁄3′ |
| Superoktav               | 2′    |
| Sesquialter II           | 2 ⁄3′ |
| Mixtur IV                | 1 ⁄3′ |
| Trompete                 | 8′    |

| II Positiv (schwellbar) C–g3 |       |
| Holzgedackt                  | 8′    |
| Flöte                        | 4′    |
| Blockflöte                   | 2′    |
| Quinte (ab g0) (aus Scharff) | 1 ⁄3′ |
| Scharff III                  | 1′    |

| Pedal C–f1             |     |
| Subbass                | 16′ |
| Principalbass (aus HW) | 8′  |
| Gedecktbass            | 8′  |
| Trompete (aus HW)      | 8′  |

- Koppeln: II/I, I/P, II/P

Kurz nach der Fertigstellung der Chororgel wurde mit dem Abbau des alten Werkes auf der Empore begonnen, sodass Ende 2009 die neue symphonische Orgel mit 36 Registern auf drei Manualen, Glockenspiel mit 39 Bronzeschalen und 2619 Pfeifen geweiht werden konnte:
| I Rückpositiv C–a3 |       |
| Principal          | 8′    |
| Gedeckt            | 8′    |
| Oktav              | 4′    |
| Rohrflöte          | 4′    |
| Sesquialtera II    | 2 ⁄3′ |
| Gemshorn           | 2′    |
| Scharff III        | 1 ⁄3′ |
| Krummhorn          | 8′    |
| Tremulant          |       |

| II Hauptwerk C–a3 |       |
| Bourdon           | 16′   |
| Prästant          | 8′    |
| Hohlflöte         | 8′    |
| Viola da Gamba    | 8′    |
| Principal         | 4′    |
| Spitzflöte        | 4′    |
| Quinte            | 2 ⁄3′ |
| Oktav             | 2′    |
| Mixtur V          | 2′    |
| Cornett V         | 8′    |
| Trompete          | 8′    |

| III Schwellwerk C–a3 |       |
| Lieblich Gedeckt     | 16′   |
| Geigenprincipal      | 8′    |
| Gedeckt              | 8′    |
| Gambe                | 8′    |
| Fugara               | 4′    |
| Traversflöte         | 4′    |
| Superoktav           | 2′    |
| Mixtur IV            | 2 ⁄3′ |
| Fagott               | 16′   |
| Oboe                 | 8′    |
| Glockenspiel         |       |
| Tremulant            |       |

| Pedal C–f1  |     |
| Principal   | 16′ |
| Subbass     | 16′ |
| Oktavbass   | 8′  |
| Gedecktbass | 8′  |
| Choralbass  | 4′  |
| Bombarde    | 16′ |
| Posaune     | 8′  |

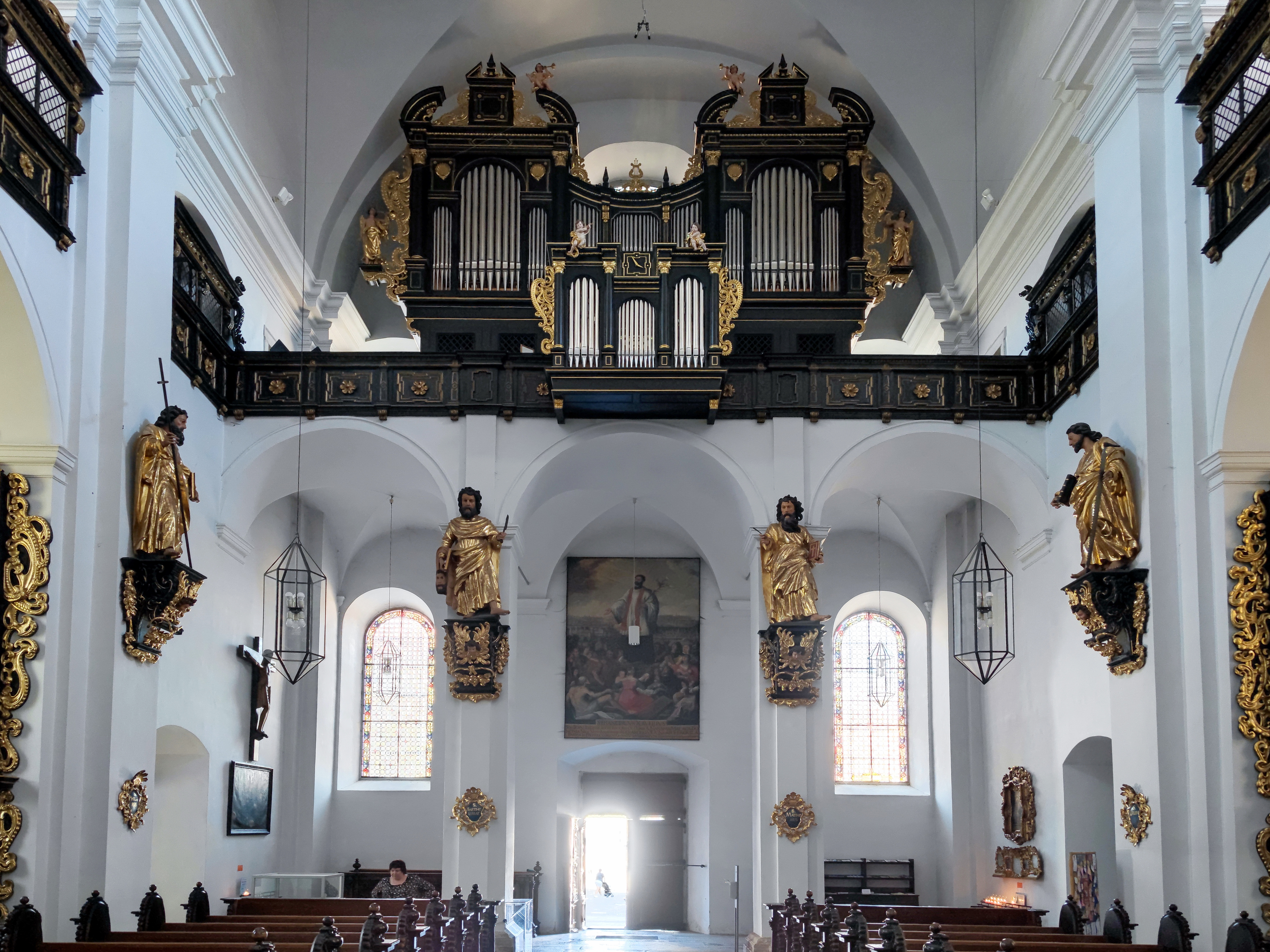
Hauptorgel mit Rückpositiv

- Koppeln: I/II, III/I, III/II, I/P, II/P, III/P

Die Orgel besitzt weiters einen freistehenden Spieltisch mit mechanischer Spieltraktur, sowie mechanisch und elektrische Doppelregistertraktur mit 26 Bänken zu je 999 Kombinationen.
Seit 2005 findet Orgelunterricht in Zusammenarbeit mit der Musik- und Kunstschule der Stadt Leoben statt.
Im Sommer 2010 wurde von Martin Österreicher erstmals eine Orgel-Konzertreihe mit bekannten Künstlern (u. a.: Josef Hofer, Ernst Triebel, Gunther Rost und Emanuel Amtmann) organisiert.